# Cañón del Sumidero

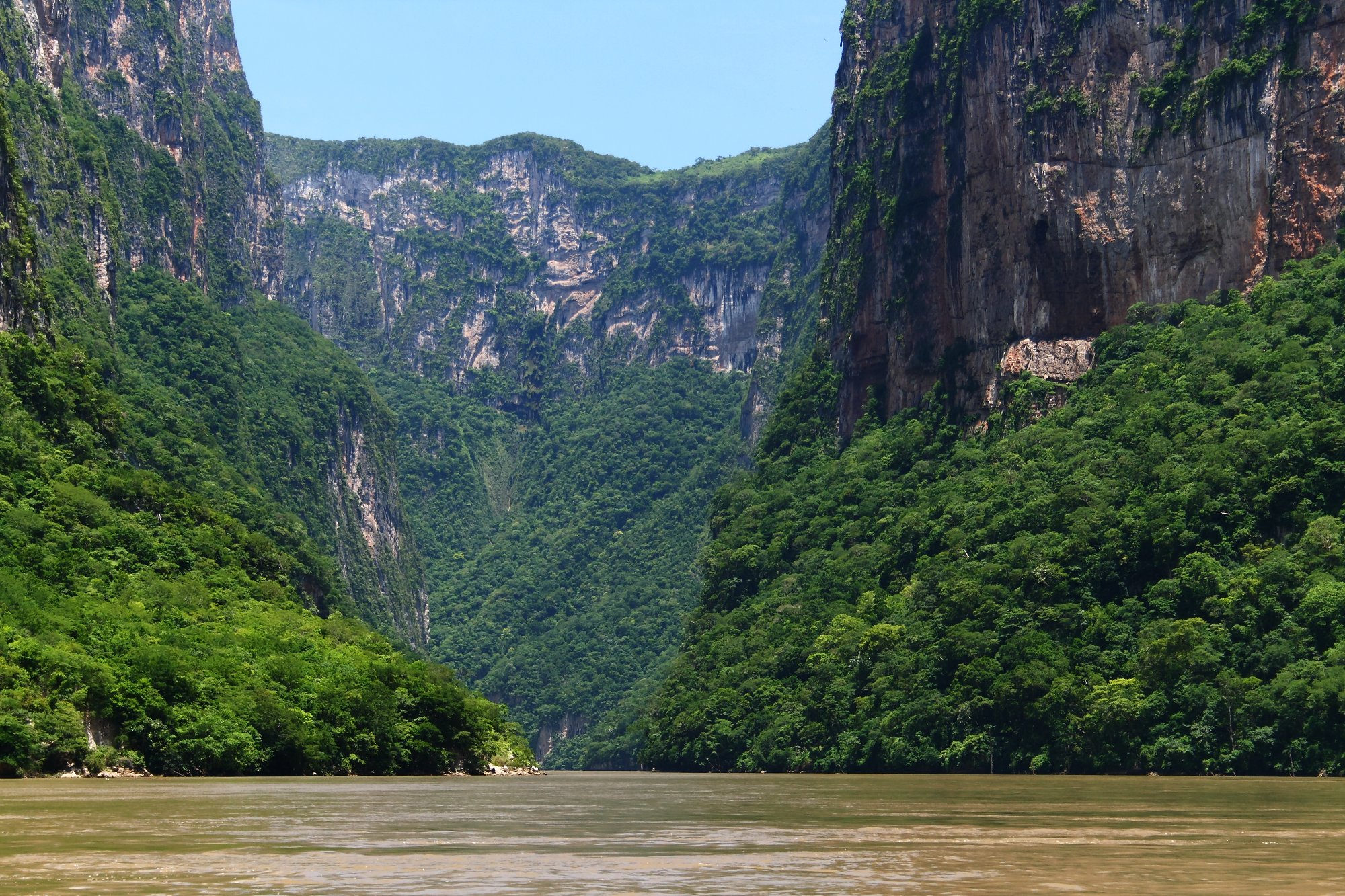
Der Cañón del Sumidero vom Motorboot aus

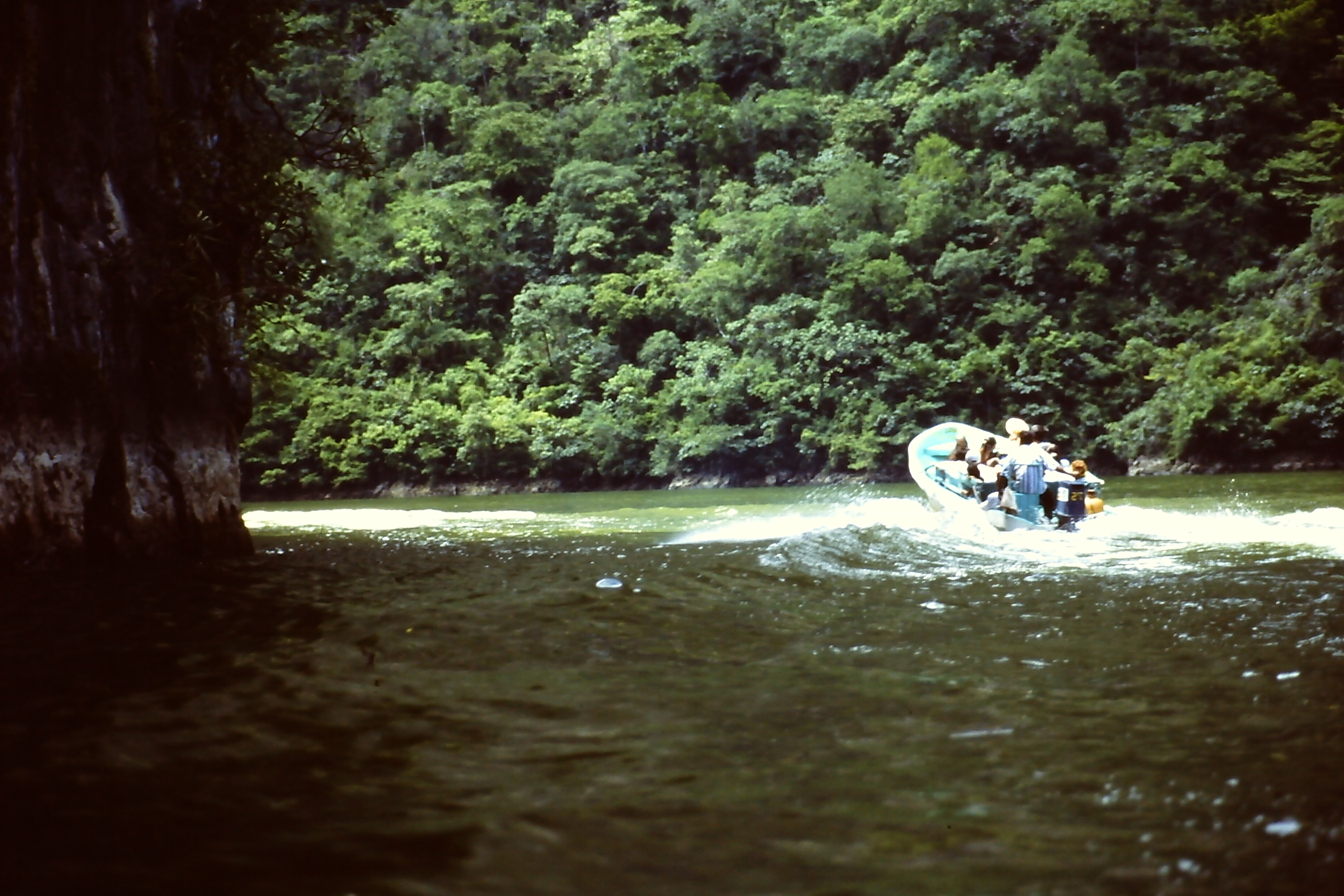
Tour per Motorboot

Der Cañón del Sumidero (span. sumidero „Gully“, „Abflussgraben“) ist ein tiefer Canyon mit bis zu teils über 1.000 m hoch aufragenden Felswänden im mexikanischen Bundesstaat Chiapas 15 km nördlich bis 15 km östlich der Hauptstadt Tuxtla Gutiérrez, der vom Río Grijalva erst in nördlicher und dann in westlicher Richtung durchflossen wird. Seine Entstehung begann vor 35 Millionen Jahren – also etwa gleichzeitig mit dem Grand Canyon in Arizona (USA).
Der mit ca. 30 Stromschnellen und 5 Wasserfällen ausgestattete Cañón del Sumidero und das umliegende Gebiet stellen den über 20.000 ha großen Nationalpark Cañón del Sumidero dar, in welchem auch Krokodile und Flussschildkröten leben, die sich manchmal auf Felsen oder Sandbänken sonnen. In den Felsen zu beiden Seiten der Schlucht befinden sich mehrere Höhlen. Touristische Erkundungen (meist Bootstouren) werden von mehreren Agenturen in Tuxtla Gutiérrez angeboten. Zudem gibt es eine mautpflichtige Stichstraße, die eine Besichtigung des Canyons über fünf Aussichtsplattformen ermöglicht.
Durch den 1981 fertiggestellten Chicoasén-Staudamm am nördlichen Ende der Schlucht entstand hier einer der größten Stauseen Mexikos, dessen 261 m hohe Staumauer auch zu den 15 höchsten der Welt gehört.
Während der Eroberung des Hochlandes durch die Spanier stürzten sich hunderte Frauen und Kinder vom Maya-Stamm der Chiapa, sich so der Versklavung entziehend, in den Cañón del Sumidero. Der Stamm der Chiapa ist nachfolgend ausgestorben.